# Girardi (Adelsgeschlecht)

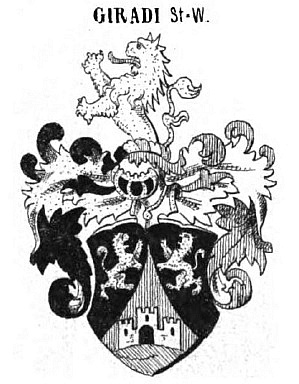
Stammwappen der Girardi von Castellen

Die Freiherren Girardi von Castellen zu Weyerburg und Limpurg waren ein Adelsgeschlecht aus Mori bei Rovereto in der italienischen Provinz Trient (Region Trentino-Südtirol).

## Geschichte
Die Girardi von Castell sollen bereits 1511 geadelt worden sein, wofür es jedoch keine Belege gibt. Sie erhielten jedoch 1580 einen Wappenbrief.
Die Limburg und das zugehörige Dorf Sasbach am Kaiserstuhl waren seit 1498 als habsburgisches Lehen in der Hand der Grafen von Tübingen-Lichteneck. Nach deren Aussterben 1630 schenkte der französische König Ludwig XIII. die Herrschaft dem in schwedischen Diensten stehenden Oberst Wolfgang von Schönbeck. Der deutsche Kaiser Ferdinand III. erklärte jedoch das Lehen für heimgefallen und Erzherzog Ferdinand Karl von Österreich gab es 1645 dem in österreichischen Diensten stehenden Oberstleutnant und Kriegsrat Franz Girardi von Castell. Um 1660 ließ Johann Hannibal Girardi von Castell am Ortsrand ein Herrenhaus (Schloss) errichten.
Kaiser Leopold I. erhob am 20. Mai 1673 die Brüder Peter und Johann Franz als Freiherren Girardi von Castellen zu Weyerburg und Limpurg in den erbländisch-österreichischen Freiherrenstand. Johann Franz war Oberjägermeister im vorderösterreichischen Freiburg im Breisgau, Peter war Hauptmann der Tiroler Landmiliz.
Durch den Besitz von Sasbach gehörten die Girardi zur Breisgauer Ritterschaft und waren in den Breisgauer Landständen vertreten.
Sie gehörten noch im Großherzogtum Baden zu den zur ersten Kammer stimmberechtigten und wählbaren Grundherren. Im Jahr 1970 wurde das Erbe der Freiherren von Girardi in Sasbach versteigert, wobei es immer noch um über 150 Hektar Land ging.

## Wappen
Stammwappen von 1580

Das Wappen ist schwarz von einer roten (vom Schildfuß bis zum oberen Rand aufsteigenden) Spitze gespalten, die auf grünem Grund von einem silbernen Kastell mit drei Türmen belegt ist und von zwei goldenen, einwärts gerichteten Löwen begleitet wird.
Freiherrenwappen

Dieses vermehrte Wappen ist quadriert mit Herzschild, oben gespalten, rechts in rot-silbern geteiltem Feld ein einwärts gekehrter Löwe in verwechselten Farben, links geteilt, oben in Gold ein grüner Baum, unten in Gold ein blaues, verflochtenes Schräggitter, unten das Stammwappen wie zuvor beschrieben. Herzschild: in Blau ein rot gefütterter und mit Hermelin aufgeschlagener Herzogshut.